# Leichtathletik-Weltmeisterschaften 2023/Teilnehmer (Kenia)
| Gelbes Symbol für Goldmedaillen mit stilisierten Olympischen Ringen | Graues Symbol für Silbermedaillen mit stilisierten Olympischen Ringen | Braundes Symbol für Bronzemedaillen mit stilisierten Olympischen Ringen |
| ------------------------------------------------------------------- | --------------------------------------------------------------------- | ----------------------------------------------------------------------- |
| 3                                                                   | 3                                                                     | 4                                                                       |

Der Leichtathletikverband von Kenia nahm an den Leichtathletik-Weltmeisterschaften 2023 in Budapest teil. 52 Athletinnen und Athleten wurden vom kenianischen Verband nominiert.

## Medaillengewinnerinnen und -gewinner
| Medaille | Athletin           | Disziplin        |
| -------- | ------------------ | ---------------- |
| Gold     | Faith Kipyegon     | 1500 m           |
| Gold     | Faith Kipyegon     | 5000 m           |
| Gold     | Mary Moraa         | 800 m            |
| Silber   | Daniel Ebenyo      | 10.000 m         |
| Silber   | Emmanuel Wanyonyi  | 800 m            |
| Silber   | Beatrice Chepkoech | 3000 m Hindernis |
| Bronze   | Faith Cherotich    | 3000 m Hindernis |
| Bronze   | Abraham Kibiwot    | 3000 m Hindernis |
| Bronze   | Beatrice Chebet    | 5000 m           |
| Bronze   | Jacob Krop         | 5000 m           |

## Ergebnisse

### Männer

#### Laufdisziplinen
| Athlet | Disziplin        | Vorlauf        | Vorlauf | Halbfinale  | Halbfinale | Finale       | Finale |
| Athlet | Disziplin        | Zeit           | Platz   | Zeit        | Platz      | Zeit         | Platz  |
| --- | ---------------- | -------------- | ------- | ----------- | ---------- | ------------ | ------ |
| Ferdinand Omanyala | 100 m            | 9,97 s         | 02      | 10,01 s     | 03         | 10,07 s      | 07     |
| Boniface Mweresa | 400 m            | 45,91 s        | 07      | DNQ         | DNQ        | –            | –      |
| Emmanuel Korir | 800 m            | 1:46,78 min SB | 04      | DNQ         | DNQ        | –            | –      |
| Alex Ngeno Kipngetich | 800 m            | 1:47,63 min    | 01      | 1:45,56 min | 08         | DNQ          | DNQ    |
| Ferguson Cheruiyot Rotich | 800 m            | 1:46,53 min    | 06      | DNQ         | DNQ        | –            | –      |
| Emmanuel Wanyonyi | 800 m            | 1:44,92 min    | 01      | 1:43,83 min | 01         | 1:44,53 min  | Silber |
| Timothy Cheruiyot | 1500 m           | 3:47,09 min    | 06      | 3:37,40 min | 09         | DNQ          | DNQ    |
| Reynold Kipkorir Cheruiyot | 1500 m           | 3:34,24 min    | 03      | 3:35,53 min | 06         | 3:30,78 min  | 08     |
| Abel Kipsang | 1500 m           | 3:34,08 min    | 01      | 3:32,72 min | 02         | 3:29,89 min  | 04     |
| Cornelius Kemboi | 5000 m           | 13:44,32 min   | 17      |             |            | DNQ          | DNQ    |
| Nicholas Kimeli | 5000 m           | 13:40,43 min   | 14      |             |            | DNQ          | DNQ    |
| Ishmael Kipkurui | 5000 m           | 13:33,63 min   | 07      |             |            | 13:21,20 min | 10     |
| Jacob Krop | 5000 m           | 13:33,63 min   | 07      |             |            | 13:12,28 min | Bronze |
| Daniel Ebenyo | 10.000 m         |                |         |             |            | 27:52,60 min | Silber |
| Benard Kibet | 10.000 m         |                |         |             |            | 27:56,27 min | 05     |
| Nicholas Kimeli | 10.000 m         |                |         |             |            | 28:03,38 min | 08     |
| Titus Kipruto | Marathon         |                |         |             |            | 2:10:47 h    | 08     |
| Joshua Belet | Marathon         |                |         |             |            | DNF          | DNF    |
| Timothy Kiplagat | Marathon         |                |         |             |            | 2:11:25 h    | 14     |
| Wiseman Mukhobe | 400 m Hürden     | 49,10 s        | 04      | 49,40 s     | 06         | DNQ          | DNQ    |
| Leonard Kipkemoi Bett | 3000 m Hindernis | 8:16,74 min    | 03      |             |            | 8:12,26 min  | 04     |
| Abraham Kibiwot | 3000 m Hindernis | 8:24,31 min    | 04      |             |            | 8:11,98 min  | Bronze |
| Simon Koech | 3000 m Hindernis | 8:20,29 min    | 03      |             |            | 8:14,37 min  | 07     |
| Samuel Gathimba | 20 km Gehen      |                |         |             |            | 1:18:34 h SB | 09     |
| Kennedy Kimeu Muthoki Zablon Ekhal Ekwam Kelvin Sane Tauta Wyclife Kinyamal nicht eingesetzt: Alex Ngeno Kipngetich Wiseman Mukhobe | 4 × 400 m        | 3:01,41 min SB | 07      |             |            | DNQ          | DNQ    |

#### Sprung/Wurf
| Athlet      | Disziplin | Qualifikation | Qualifikation | Finale     | Finale |
| Athlet      | Disziplin | Weite/Höhe    | Platz         | Weite/Höhe | Platz  |
| ----------- | --------- | ------------- | ------------- | ---------- | ------ |
| Julius Yego | Speerwurf | 78,42 m       | 17            | DNQ        | DNQ    |

## Ergebnisse

### Frauen

#### Laufdisziplinen
| Athletin                   | Disziplin        | Vorlauf        | Vorlauf | Halbfinale  | Halbfinale | Finale          | Finale |
| Athletin                   | Disziplin        | Zeit           | Platz   | Zeit        | Platz      | Zeit            | Platz  |
| -------------------------- | ---------------- | -------------- | ------- | ----------- | ---------- | --------------- | ------ |
| Mary Moraa                 | 800 m            | 1:59,89 min    | 01      | 1:58,48 min | 01         | 1:56,03 min PB  | Gold   |
| Vivian Chebet Kiprotich    | 800 m            | 2:01,26 min    | 04      | DNQ         | DNQ        | –               | –      |
| Naomi Korir                | 800 m            | 2:01,41 min    | 07      | DNQ         | DNQ        | –               | –      |
| Peninah Muthoni Mutisya    | 800 m            | DNS            | DNS     | DNQ         | DNQ        | –               | –      |
| Nelly Chepchirchir         | 1500 m           | 4:00,87 min    | 01      | 4:02,14 min | 01         | 3:57,90 min PB  | 05     |
| Purity Chepkirui           | 1500 m           | 4:04,51 min PB | 07      | DNQ         | DNQ        | –               | –      |
| Edinah Jebitok             | 1500 m           | 4:04,09 min    | 04      | 4:05,41 min | 10         | DNQ             | DNQ    |
| Faith Kipyegon             | 1500 m           | 4:02,62 min    | 01      | 3:55,14 min | 01         | 3:54,87 min     | Gold   |
| Faith Kipyegon             | 5000 m           | 14:32,31 min   | 02      |             |            | 14:53,88 min    | Gold   |
| Margaret Chelimo Kipkemboi | 5000 m           | 15:00,10 min   | 03      |             |            | 14:56,62 min    | 04     |
| Lilian Kasait Rengeruk     | 5000 m           | 14:36,61 min   | 05      |             |            | 14:59,32        | 10     |
| Beatrice Chebet            | 5000 m           | 14:57,70 min   | 01      |             |            | 14:54,33 min    | Bronze |
| Irine Jepchumba Kimais     | 10.000 m         |                |         |             |            | 31:32,19 min SB | 04     |
| Grace Loibach Nawowuna     | 10.000 m         |                |         |             |            | 31:38,17 min PB | 09     |
| Agnes Jebet Ngetich        | 10.000 m         |                |         |             |            | 31:34,83 min PB | 06     |
| Selly Chepyego Kaptich     | Marathon         |                |         |             |            | 2:27:09 h       | 07     |
| Shyline Jepkorir Toroitich | Marathon         |                |         |             |            | DNF             | DNF    |
| Rosemary Wanjiru           | Marathon         |                |         |             |            | 2:26:42 h       | 06     |
| Beatrice Chepkoech         | 3000 m Hindernis | 9:19,22 min    | 02      |             |            | 8:58,98 min SB  | Silber |
| Jackline Chepkoech         | 3000 m Hindernis | 9:16,41 min    | 01      |             |            | 9:14,72 min     | 09     |
| Faith Cherotich            | 3000 m Hindernis | 9:19,55 min    | 01      |             |            | 9:00,69 min PB  | Bronze |
| Emily Wamusyi Ngii         | 20 km Gehen      |                |         |             |            | DNF             | DNF    |

### Mixed

#### Laufdisziplinen
| Athletin/Athlet | Disziplin | Vorlauf     | Vorlauf | Finale | Finale |
| Athletin/Athlet | Disziplin | Zeit        | Platz   | Zeit   | Platz  |
| --- | --------- | ----------- | ------- | ------ | ------ |
| Zablon Ekhal Ekwam (m) Millicent Ndoro (w) Wyclife Kinyamal (m) Mercy Oketch (w) nicht eingesetzt: Maureen Nyatichi Thomas (w) Kennedy Kimeu Muthoki (m) | 4 × 400 m | 3:15,47 min | 15      | DNQ    | DNQ    |